# Гуру (фильм, 2007)
Гуру: Путь к успеху — индийский художественный фильм 2007 года.

## Сюжет
Фильм о молодом индусе, прошедшем путь от батрака до промышленного магната, владельца одной из самых крупных текстильных компаний в Индии; о его стремлении к успеху, достижениях и трудностях на этом пути.

## В ролях
- Митхун Чакраборти,
- Абхишек Баччан,
- Айшвария Рай,
- Мадхаван,
- Видья Балан,
- Рошан Сет,
- Малика Шерават,
- Сунил Агарвал,
- Мурад Али,
- Анушка

## Саундтрек
| №  | Название         | Исполнители                                          | Длительность |
| -- | ---------------- | ---------------------------------------------------- | ------------ |
| 1. | «Barso Re»       | Шрея Гхошал, Удай Мазумдар                           | 5:29         |
| 2. | «Tera Bina»      | А. Р. Рахман, Чинмайи, Муртуза Хан, Кадир Хан        | 5:09         |
| 3. | «Ek Lo Ek Muft»  | Баппи Лахири, К. С. Читра                            | 4:58         |
| 4. | «Ey Hairathe»    | Харихаран, Алка Ягник, А. Р. Рахман                  | 6:09         |
| 5. | «Mayya»          | Марьям Толлар, Чинмайи, Кирти Сагатиа                | 6:02         |
| 6. | «Baazi Laga»     | Удит Нараян, Мадхушри, Швета, Мохан, Бхаргави Пиллаи | 4:59         |
| 7. | «Jaage Hain»     | К. С. Читра, А. Р. Рахман & Madras Choral Group      | 6:33         |
| 8. | «Shaouk Hai»     | Sowmya Raoh                                          | 4:32         |
| 9. | «Dhoom Dhoomaka» | хор                                                  |              |

## Награды
- Лучший художник-постановщик—Самир Чанда
- Лучший музыкальный директор — Алла Ракха Рахман
- Лучшая музыка к фильму — Алла Ракха Рахман
- Лучшая хореография — Сародж Кхан
- Лучший фильм-Мани Ратхам
- Лучший директор-Мани Ратхам
- Лучший актёр-Абхишек Баччан
- Лучшая актриса — Айшвария Рай
- Лучший Актёр Второго плана- Митхун Чакраборти
- Лучшая закадровая музыка-Алла Ракха Рахман
- Лучшая операторская работа—Раджив Менон
- Лучший саундтрек— Алла Ракха Рахман[1]